# نيكولاي بورديوزا
نيكولاي نيكولايفيتش بورديوزا (الروسية: Никола́й Никола́евич Бордю́жа)(من مواليد 20 أكتوبر 1949 في أوريول) هو جنرال وسياسي روسي.

## السيرة الشخصية
تخرج من مدرسة بيرم العسكرية لقيادة العليا لقوات الصواريخ الاستراتيجية الروسية في عام 1972 وحضر فيما بعد دورات استخبارات الكي جي بي في نوفوسيبيرسك. عمل رئيسًا للموارد البشرية في الكي جي بي من عام 1989 إلى عام 1991، وشغل منصب النائب الأول لرئيس ثم رئيس دائرة حرس الحدود الفيدرالية الروسية من عام 1992 إلى عام 1998.
عُين أمينًا لمجلس الأمن في الاتحاد الروسي في ديسمبر 1998 ورئيسًا للإدارة الرئاسية الروسية، واستمر في هذا المنصب حتى 18 مارس 1999. خلال هذه الفترة، كان يُنظر إليه بعض المحللين أنه خليفة محتمل للرئيس بوريس يلتسين.
شغل منصب سفير روسيا في الدنمارك من عام 1999 إلى عام 2003. عين أمينًا عامًا لمنظمة معاهدة الأمن الجماعي في 28 أبريل 2003، وهي ميثاق عسكري لدول الكومنولث المستقلة، وظل في هذا المنصب حتى ديسمبر 2016. وهو يحمل رتبة عقيد عام.

## الأوسمة والجوائز

### الاتحاد الروسي
- وسام الاستحقاق للوطن من الدرجة الرابعة
- وسام الشجاعة
- ترتيب الصداقة
- وسام التميز في حماية حدود الدولة
- الميدالية "إحياءً للذكرى الـ 850 لموسكو"

### الاتحاد السوفياتي
- ميداليات "للتميز في الخدمة العسكرية" من الدرجة الأولى والثانية
- وسام اليوبيل "50 عاما من القوات المسلحة لاتحاد الجمهوريات الاشتراكية السوفياتية"
- وسام اليوبيل "60 عامًا من القوات المسلحة لاتحاد الجمهوريات الاشتراكية السوفياتية"
- وسام اليوبيل "70 عاما من القوات المسلحة لاتحاد الجمهوريات الاشتراكية السوفياتية"
- ميداليات "للخدمة التي لا تشوبها شائبة" الصفوف الأولى والثانية والثالثة

- وسام الصداقة (كازاخستان)
- وسام الصداقة بين الشعوب (بيلاروسيا)
- نيشان داناكر (قيرغيزستان)

## أنظر أيضا
- قادة قوات الحدود اتحاد الجمهوريات الاشتراكية السوفياتية
- منظمة شنغهاي للتعاون

## روابط خارجية
- السيرة الذاتية لبورديوزا (بالروسية)